# 比斯科鎮區 (北卡羅萊納州蒙哥馬利縣)
比斯科鎮區（英語：Biscoe Township）是位於美國北卡羅萊納州蒙哥馬利縣的一個鎮區。

## 地方資料
比斯科鎮區的面積為149.70平方千米，皆為陸地。根據2020年美國人口普查的數據，當地共有人口5225人，而人口密度為每平方千米34.9人。